# 何賢公園
何賢公園（前稱：香山公園、香山廣場 ）是第一座落座於澳門新口岸的「市肺」；現時佔地約8,800平方（95,000平方英尺）；公園位於羅理基博士大馬路東方拱門和友誼大馬路之間，公園現時被高美士街分成南、北兩個部分，兩者設有行人隧道連接，公園的東、西面都是宋玉生廣場。

## 歷史
何賢公園由景物設計師加柏（Francisco Caldeira Cabral）設計，於1993年10月9日由澳督韋奇立揭幕，當時公園名為香山公園並且為一個封閉式公園。公園整個設計呈長方形，佔地約12600平方米。直至1996年11月22日，澳門市政執行委員會為紀念何賢紳士促進葡中社群友誼而議決把公園更名為何賢公園。
澳門政府於2005年5月起對何賢公園進行重整計劃，包括在公園的地底興建多層停車場以及為貫通北京街及高美士街的道路而把公園一分為二，2007年6月公園重新開放，並且由封閉式改成開放式公園，但在2015年，公園外圍重新安裝圍欄使之再次回歸封閉式管理模式。

## 設施

### 區內象徵
何賢公園在重整計劃前，在公園的中央矗立了一個用黑色石塊建成的大型長方形拱型建築物，並有流水沿石塊而流下。當何賢公園進行重整計劃時，該建築物被拆卸。新口岸坊眾聯誼會的會徽也是採自這個建築物為設計籃本。

### 露天劇場
露天劇場位於何賢公園友誼大馬路的正門；可容數百人；露天劇場作為何賢公園的廣場外，也是一個戶外表演場地，澳門治安警察局曾在多次修改民間發起的遊行活動時，要求將靜坐地點由原來的政府總部改於此。2010年8月14日，一個對澳門輕軌的公開辯論就會在此舉行。

### 圖書館
何賢公園圖書館位於公園內，是澳門公共圖書館網絡成員之一；圖書館1993年開始運作，是澳門第一間設在公園內的公共圖書館，也是前民政總署圖書館網絡中最早投入運作的一間。圖書館舊館在2005年5月因公園的重整計劃而暫停服務並拆卸；而新館配合重整計劃一併興建，及後於2009年2月5日下午開幕；並於同月10日起正式對外開放使用。
現時的何賢公園圖書館設有兩層，總面積共368平方米；一樓為閱報及多媒體區域，二樓為一般閱覽室；新館藏書量最高可達一萬冊、並設有80個閱覽座位及16部電腦提供使用。

### 澳門回歸紀念亭

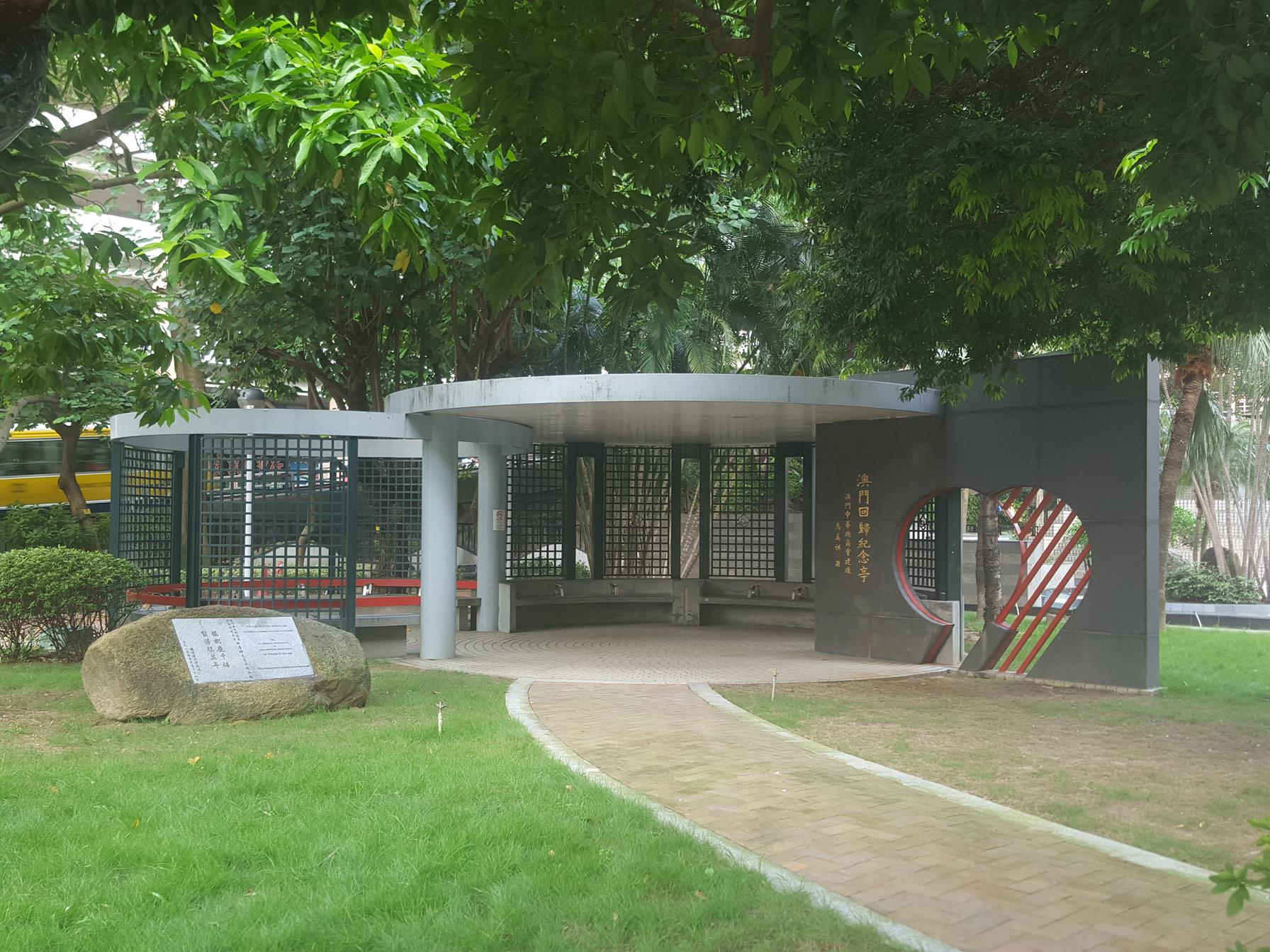
澳門回歸紀念亭

1999年11月30日，澳門中華總商會在何賢公園的露天劇場附近為「澳門回歸紀念亭」進行動土儀式；紀念亭由該商會以澳門幣50萬建造，建造期歷時三個月。澳門回歸紀念亭佔地75平方米，由一個大圓形及一個小圓形的簡單圖案而成，大小圓形分別喻意中國及澳門及紀念澳門回歸；大圓型之側豎立一幅3.6米高、3.2米寬的灰色麻石牆，並刻有澳門回歸紀念標誌及「澳門回歸紀念亭」字樣，並附有以『99』兩字作圖案設計的裝飾。在紀念亭前面有一棵枝繁葉茂的白蘭樹，為澳門特區首任行政長官何厚鏵於2000年手植，樹旁立有碑石，以中葡文表達深情厚意。

### 停車場

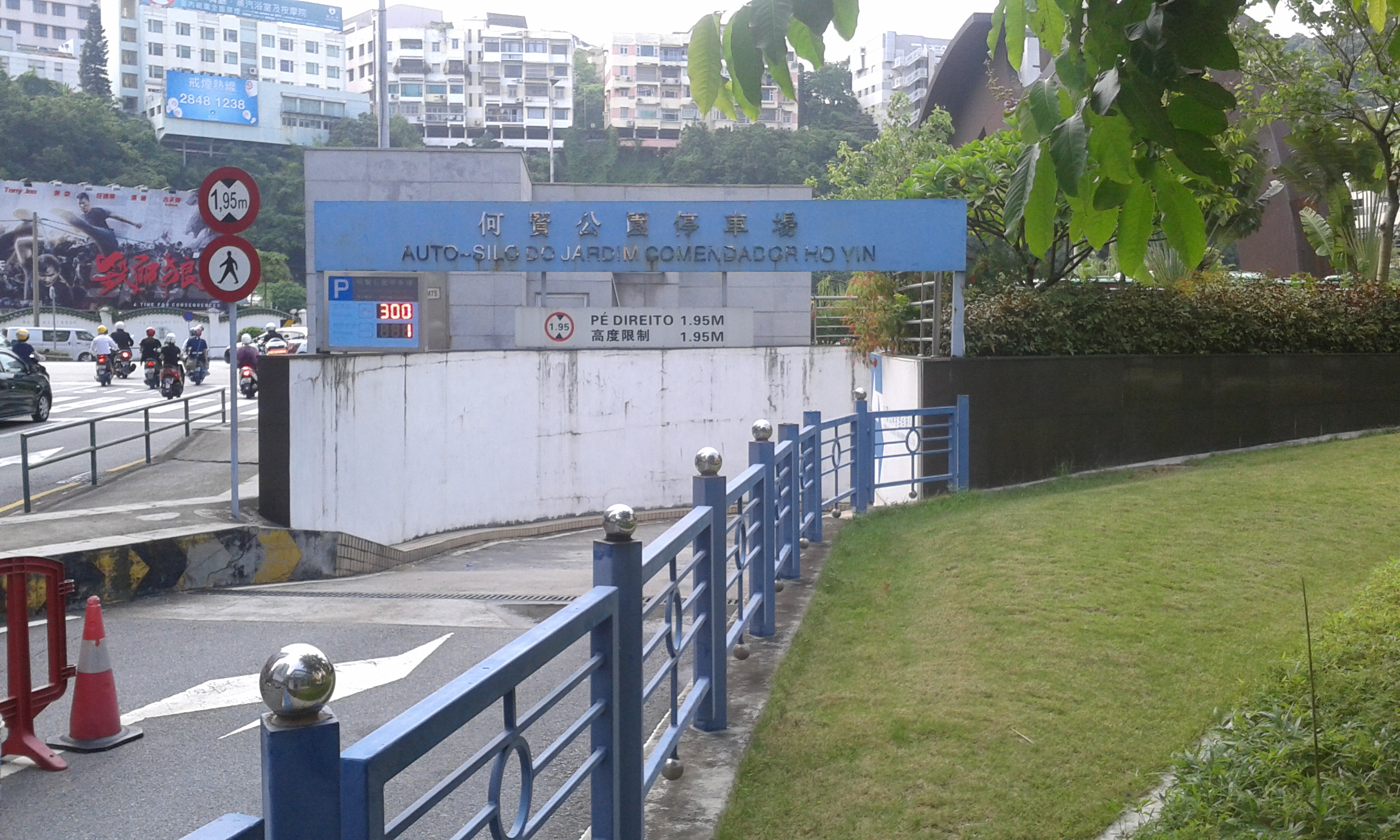
停車場入口

何賢公園停車場（葡萄牙語：Auto-Silo Jardim Comendador Ho Yin）是建於何賢公園的地底的一個公眾停車場，設有兩層停車空間，地下首層主要為輕型汽車停泊區，地下二層則是摩托車停泊區為主。停車場於2007年年底率先開放摩托車使用，至2008年4月22日全面開放使用。其出入口均設在宋玉生廣場，面積約16,000平方（170,000平方英尺）。該停車場設有共設有900多個車位；包括415個輕型汽車車位以及542個重型及輕型摩托車車位 以及4個特別為傷殘人士而設的車位。

### 其他

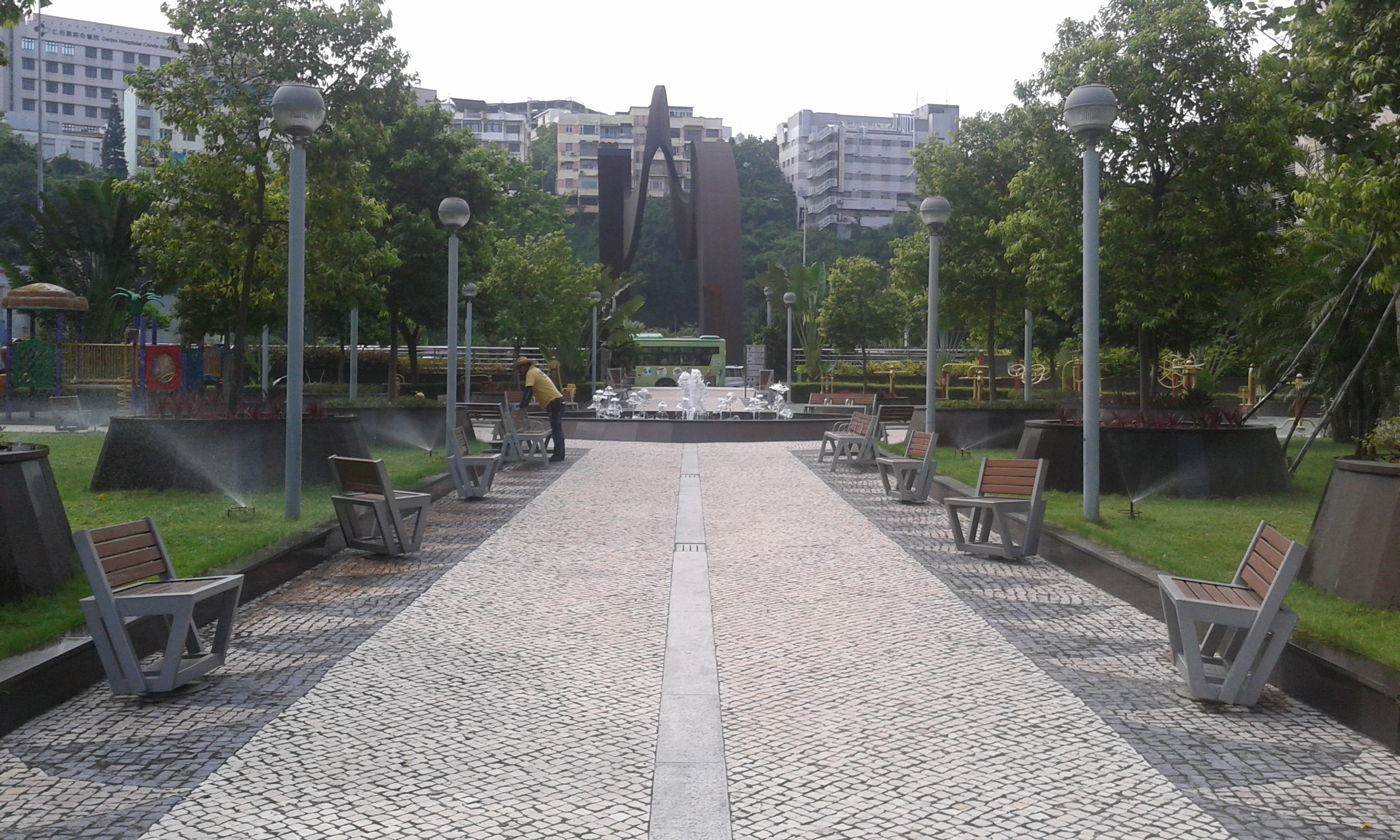
澳門何賢公園

在何賢公園重整計劃前，位於羅理基博士大馬路圓形地的入口附近設有兒童遊樂場及滾軸滑板或花式單車的運動場；惟在公園經重整後改為羽毛球的運動場地。另一方面，公園設有餐廳及休憩區等設施。

## 交通

### 巴士

何賢公園石碑與露天廣場舞台

M243 何賢公園（Jardim Comendador Ho Yin）
路線：5X、23、25B、65

## 外部連結
- 拆卸何賢公園不符澳人意願損害居民利益
- 新口岸交通重整方案雖可接受但仍不滿意
- 短片介紹（改建前）